# Serieåret 1993

## Händelser

### Januari
- Januari-juni - I TMNT Adventures har April O'Neil en egen miniserie, som varar i sex nummer.[1]

### Juni
- Juni - Sista numret av TMNT Adventures-figurerna Mutanimals egna serietidning "Slash!", läggs ner efter sjunkande försäljningssiffror.[2]

### Juli
- Juli - Den så kallad "sommaroffensiven" i 2000 AD inleds då kontrollen övertas av Grant Morrison och Mark Millar. Med nummer 842[3] lanserar tidningen flera nyheter, som Really & Truly, Slaughterbowl, Big Dave, och Maniac 5 samt Morrisons  Judge Dredd med "Inferno".

### Augusti
- Augusti
  - Den så kallad "sommaroffensiven" i 2000 AD närmar sig slutet med nummer 849.[4]
  - Sista numret av Eastman and Laird's Teenage Mutant Ninja Turtles, volym 1 publiceras och heter "City at War, Part 13".[5]

### Oktober
- Oktober - Första numret av Eastman and Laird's Teenage Mutant Ninja Turtles, volym 2 publiceras och heter "Memories of the Future".[6]

### September

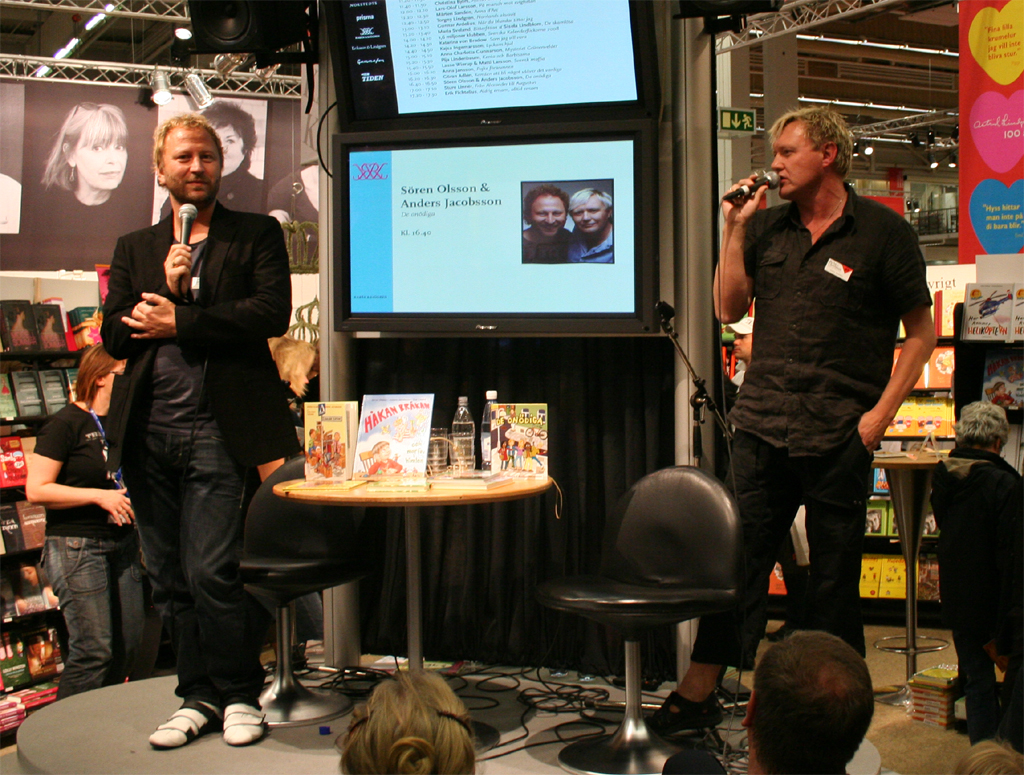
Anders Jacobsson och Sören Olssons figur Bert får 1993 egen serietidning.

- September - FF med Bert, ny svensk serietidning med huvudserierna baserade på Berts dagböcker.[7]

### Okänt datum
- Hellboy - Mike Mignolas demon gör entré i San Diego Comic-Con Comics #2.
- Transformers får en ny serietidning i Sverige, som dock läggs ner efter ett nummer.[8]

## Pristagare
- Adamsonstatyetten: Charlie Christensen, Neil Gaiman
- Galagos Fula Hund: Kerold Klang
- Urhunden för svenskt album: "Uti vår hage 3" av Krister Petersson
- Urhunden för översatt album: "Maus 2" av Art Spiegelman (USA)

## Utgivning
- Nintendo-Magasinet 2, 4, 6, 7-8, 10 och 11-12/1993 innehåller Super Mario Adventures.
- Nintendo-Magasinet 3, 5, 7-8, 9 och 11-12/1993 innehåller The Legend of Zelda: A Link to the Past.

### Album
- Bert - Trubadur på flörtartur[9]
- Bröderna Daltons lyckoträff (Lucky Luke)[10]
- Cirkusstjärnan (Ratata)[11]
- Eastman and Laird's Teenage Mutant Ninja Turtles ges ut som fyras album i Sverige, "Ur kloakerna", "Utpressning", "Slagskämpen" och "Robotvarelserna"[12].
- Bêtisier, Vol. 1 (Ratata)[11]
- Ratata tas som gisslan (Ratata)[11]
- Jacques Tardi – Skyttegravskriget
- Teenage Mutant Hero Turtles Special 1-4[13]

### Serieantologi
- Comics - den nya stora serieboken[14].

## Avlidna
- 10 november - Alberto Breccia, 74, uruguaysk-argentinsk serietecknare.

### Fotnoter
1. ↑  ”Unofficial TMNT Comic Checklist”. Januari 2011. Arkiverad från originalet den 6 oktober 2011. https://web.archive.org/web/20111006033652/http://mutantooze.org/tmntdb/comics/TMNT%202011%20Comic%20Checklist.pdf. Läst 18 mars 2012.
2. ↑  ”Slash!”. Mirage Comics. Maj 1991. Arkiverad från originalet den 9 september 2010. https://web.archive.org/web/20100909161847/http://miragelicensing.com/comics/archie/mutanimals/09/09.htm. Läst 18 mars 2012.
3. ↑  ”2000AD Online - prog zone”. Arkiverad från originalet den 6 juni 2011. https://web.archive.org/web/20110606070757/http://www.2000adonline.com/?zone=prog&page=profiles&choice=842. Läst 10 mars 2011.
4. ↑  ”2000AD Online - prog zone”. Arkiverad från originalet den 6 juni 2011. https://web.archive.org/web/20110606070819/http://www.2000adonline.com/?zone=prog&page=profiles&choice=849. Läst 10 mars 2011.
5. ↑  ”City at War, Part 13”. Mirage Comics. 1 augusti 1993. http://miragelicensing.com/comics/mirage/volume01/62/62.html. Läst 18 mars 2012.
6. ↑  ”Memories of the Future”. Mirage Comics. Oktober 1993. http://miragelicensing.com/comics/mirage/volume02/01/01.html. Läst 18 mars 2012.
7. ↑  Swecomics
8. ↑  ”Seriesamlarna”. http://www.seriesam.com/cgi-bin/guide?s=Transformers. Läst 11 mars 2011.
9. ↑  ”Seriesamlarna”. Arkiverad från originalet den 20 maj 2011. https://web.archive.org/web/20110520024942/http://www.seriesam.com/cgi-bin/guide?s=BERTS+DAGBOK+(1992). Läst 11 mars 2011.
10. ↑  ”Lucky Luke på svenska”. Arkiverad från originalet den 11 november 2014. https://web.archive.org/web/20141111004811/http://www.visit.se/~dampgrodan/album_kronolog.html. Läst 12 mars 2011.
11. 1 2 3  ”Lucky Luke på svenska”. Arkiverad från originalet den 25 maj 2012. https://archive.is/20120525100929/http://www.visit.se/~dampgrodan/album_Ratas.html. Läst 12 mars 2011.
12. ↑  Seriesamlarna
13. ↑  ”Seriesamlarna”. http://www.seriesam.com/cgi-bin/guide?s=TEENAGE+MUTANT+HERO+TURTLES+SPECIAL+(1991). Läst 12 mars 2011.
14. ↑  ”Rogers Seriemagasin”. https://rogersmagasin.com/serietidningar-och-seriepublikationer/comics-den-nya-stora-serieboken/. Läst 15 mars 2021.